# Джандильдин, Нурымбек Джандильдинович
Нурымбе́к (Нурумбе́к) Джандильди́нович Джандильди́н (1918—1990) — советский философ, специалист по проблемам национальных отношений в СССР, развитию национальной культуры и социальной психологии. Доктор философских наук, профессор, член-корреспондент АН КазССР

## Биография
Нурымбек Джандильдин родился 20 августа 1918 года в Семипалатинской области. Происходит из подрода шаншар рода каракесек племени аргын.
В 1941 году с красным дипломом окончил исторический факультет Казахского педагогического института имени Абая. В том же году находился в РККА.
В 1941—1943 годах работал заведующим партийным кабинетом, Отделом Кувского районного комитета КП(б) Казахстана (Карагандинская область). В 1943—1944 годах работал секретарём Карагандинского обкома комсомола по пропаганде и агитации.
В 1946 году окончил Высшую партийную школу при ЦК ВКП (б).
В 1949 году окончил аспирантуру Академии общественных наук при ЦК ВКП (б) и успешно защитил диссертацию на соискание учёной степени кандидата философских наук.
В 1949—1951 годах — заведующий кафедрой Республиканской партийной школы, одновременно — старший научный сотрудник, заведующий Сектором философии Академии наук Казахской ССР.
В 1951—1953 годах — заведующий Отделом науки и вузов ЦК КП(б)-КП Казахстана. В 1953—1955 годах — заведующий отделом науки и культуры ЦК КП Казахстана.
В 1955—1956 годах — заведующий Сектором философии и права Академии наук Казахской ССР.
С 1956 по январь 1957 года — директор Института истории партии при ЦК КП Казахстана.
С 12 января 1957 года по 11 июня 1965 года — секретарь ЦК КП Казахстана по идеологии.
В 1961 году открыл I съезд женщин Казахстана.
В 1965 году защитил диссертацию на соискание учёной степени доктора философских наук.
В 1965—1967 годах был и. о. академика-секретаря Президиума АН КазССР.
В 1967 году Нурымбеку Джандильдину было присвоено учёное звание профессор.
В 1967—1976 годах — ректор Казахский педагогического института иностранных языков.
В 1970 году Джандильдин был избран членом-корреспондентом АН КазССР.
В 1976—1990 годах — заведующий кафедрой философии Алма-Атинского института инженеров железнодорожного транспорта.
Скончался 30 мая 1990 года в Алма-Ате.
На надгробном камне Джандильдина высечены слова Иммануила Канта из «Критики практического разума»: «Две вещи наполняют душу всегда новым и всё более сильным удивлением и благоговением, чем чаще и продолжительнее мы размышляем о них: это звездное небо надо мной и моральный закон во мне».

## Награды
- Орден Трудового Красного Знамени (3 января 1959) — за выдающиеся заслуги в развитии казахского искусства и литературы и в связи с декадой казахского искусства и литературы в гор. Москве

## Оценки
Журналист и писатель Б. Г. Самсонов вспоминал, что Джандильдин заступился за главного редактора газеты «Ленинская смена» В. И. Ларина:
Я в курсе, — мягко сказал секретарь ЦК, взял у меня документ, пробежал, положил на стол. — Мы поправим «Казправду», нельзя так пере6 гибать, в критике вы перебрали, но это не повод для избиения и обвинения в идеологическом уклонизме.
, когда «известные поэты обиделись на слишком дидактическое и резкое выступление „Ленсмены“ и „стукнули“ на её редактора в „ЦК нашей партии“».
Бывший диссидент Каришал Асанов в интервью Радио Азаттык высказал мнение, что его отчисление из Казахского государственного педагогического института имени Абая было связано с венгерскими событиями 1956 года:
На уроке философии я спросил у профессора Нурумбека Джангильдина, почему венгры не могут самостоятельно решить внутренний вопрос, почему туда направили танки? И за что мой одноклассник Кудайберген Бердыкулов, который окончил Ульяновское танковое училище, погиб в бою на улице Будапешта? Профессор, вместо того чтобы спокойно объяснить обстановку, начал кипятиться и кричать, что я — политически безграмотный человек. Стучал по столу и с гневом говорил, что если бы не советская власть, то все тут сидящие оболтусы пасли бы скот. Из-за такого простого вопроса меня сразу же исключили из института. Я даже никуда не мог пожаловаться, да и никто не стал бы меня слушать.
, а также добавил, что 
Этого профессора Нурумбека Джангильдина буквально через месяц избрали секретарём Центрального комитета Коммунистической партии Казахстана по идеологии. Я тогда ещё подумал, как такого недалекого человека, который не умеет дискутировать даже со студентом, могут так высоко поднять? Правда, повзрослев, когда узнал поближе руководителей республики, я перестал удивляться.
Доктор социологических наук, профессор К. Габдуллина и кандидат исторических наук, доцент Н. Пивень в статье «Н. Джандильдин — человек, ученый» отмечают, что годы становления личности Джандильдина пришли в сложное, трудное и противоречивое время.

Доктор философских наук, профессор Казахского университета международных отношений и мировых языков им. Абылайхана С. Ж. Кенжебаев писал, что 
Жизненный путь Джандильдина не всегда был ровным, как его родная «Сары-Арка». Несмотря на внешнее благополучие с анкетными данными, не отставали от него конфликтные ситуации ни на работе, ни вне неё, не покидала атмосфера натянутости и перегруженности.

Кандидат педагогических наук, доктор философских наук, профессор и заведующая кафедрой философии Кокшетауского государственного университета им. Ш. Уалиханова Р. Н. Кошенова (Иманжусупова) следующим образом отозвалась о Джандильдине: 
Он являл собой образец профессионального философа-казаха. Его отличала постоянная ориентация на норму, которая присуща личностям организованным. Он создал свой собственный универсум, который открывает перед ним возможность понимать и истолковывать, связывать и организовывать, упорядочивать, синтезировать свой человеческий опыт, а также обрести свою индивидуальность через приобщение к человеческому космосу. […] Джандильдину пришлось выполнять нелёгкую задачу по восстановлению доброго имени и переходу на прежние места работы Л. Бекмаханова, К. Сатпаева, Т. Тажибаева и других, ранее осужденных и обвиненных в буржуазном национализме. Огромной заслугой Н. Джандильдина стали первые попытки по возвращению народу имен и трудов Аль-Фараби, поэта-философа Шакарима, поэта Магжана Жумабаева и др. Джандильдин сам оказался жертвой партийно-советской бюрократии, был необоснованно обвинён в пособничестве «нежелательным обществу национальным кадрам» и отстранён от должности секретаря ЦК Компартии Казахстана.

## Научные труды

### Монографии
- Джандильдин Н. Д. Расцвет культуры и науки в Казахстане. — Алма-Ата, 1956. — 129 с.
- Джандильдин Н. Д. Коммунизм и развитие национальных отношений. — М.:Мысль, 1964. — 203 с.
- Джандильдин Н. Д. Природа национальной психологии. — Алма-Ата, 1971. — 304 с.
- Джандильдин Н. Д. Монолитное единство народов. — Алма-Ата, 1976.
- Джандильдин Н. Д. Единство интернационального и национального в психологии советского народа. — Алма-Ата: Казахстан, 1989.

### Статьи
- Джандильдин Н. Д. О некоторых вопросах развития национальной культуры // Коммунист Казахстана. — 1957. — № 7.
- Джандильдин Н. Д. Некоторые вопросы интернационального воспитания // Коммунист. — 1959. — № 13.